# Honnarahalli, Siruguppa
Honnarahalli là một làng thuộc tehsil Siruguppa, huyện Bellary, bang Karnataka, Ấn Độ.